# Kazimierz Gzowski
Kazimierz Aleksander Gzowski (21 de octubre de 1901-25 de junio de 1986) fue un jinete polaco que compitió en la modalidad de salto ecuestre. Participó en los Juegos Olímpicos de Ámsterdam 1928, obteniendo una medalla de plata en la prueba por equipos.

## Palmarés internacional
| Juegos Olímpicos | Juegos Olímpicos         | Juegos Olímpicos | Juegos Olímpicos |
| Año              | Lugar                    | Medalla          | Categoría        |
| ---------------- | ------------------------ | ---------------- | ---------------- |
| 1928             | Ámsterdam (Países Bajos) | Medalla de plata | Por equipos      |